# 골드필즈에스퍼랜스
골드필즈에스퍼랜스(Goldfields-Esperance)는 오스트레일리아 웨스턴오스트레일리아주를 9개로 나눈 지역 중 하나이다.